# Emil Victor Schau Lassen
Emil Victor Schau Lassen (11. august 1893 i Roskilde – 14. juli 1981) var en dansk godsejer og officer, far til Anders Lassen og Frants Axel Lassen.
Han var søn af godsejer Axel Frederik Julius Christian Lassen (1858-1925) og hustru Ebba f. Schau (1858-1931), blev student 1911, var landvæsenselev 1911-14 og godsforvalter 1915-17 og blev sekondløjtnant i Den Kongelige Livgarde 1915. Han var besidder af Høvdingsgård 1917-29 og af Bækkeskov 1929-36, ejer af ejendommene Quinchamali og Catrico i Chile samt driftsleder på avlsgårdene på Aalholm, Bremersvold, Lekkende, Beldringe og Høvdingsgård 1929-32.
Han var "Officier Observateur" ved den internationale Ikkeindblandings-Kommission på den fransk-spanske grænse under den spanske borgerkrig 1938-39. Lassen var også blandt de danske frivillige, der deltog på finsk side imod russerne i Vinterkrigen 1939-40:64-65, hvor han blev fænrik, løjtnant og slutteligt kaptajn. Han blev dekoreret med følgende ordener:
- Den finske løveorden
- Det finske frihedskors
- Den finske mindemedalje

Medlemmer af familien havde også kæmpet og mistet livet under de slesvigske krige, heriblandt i kampene ved Dybbøl i 1864 (hans mor Ebba Schau var datter af Emil Victor Schau).
Lassen var tillige medlem af repræsentantskabet i Dansk Skovforening 1933, af dens bestyrelse 1934 samt medlem af handelsudvalget for samme 1926-36, formand 1934; medlem af bestyrelsen og kommitteret for A/S Dansk Skovindustri, Næstved 1933-58, formand 1933-57; formand i bestyrelsen og kommitteret for A/S Vedexea, Næstved 1944-57; konservativ folketingskandat i Sorø-Ringstedkredsene 1932, 1935, 1939 og 1943; formand for udvalget til indtegning af fadderskaber i Danmark for børn af faldne finske soldater 1941-50; vicepræsident i bestyrelsen for The Henry L and Grace Doherty Charitable Foundation, Inc., New York fra 1955; præsident for Helen Lee Lassen Foundation, Santiago, Chile fra 1965. Han var Kommandør af Dannebrog.
Lassen blev gift l. gang 25. november 1919 med Suzanne Marie Signe komtesse Raben-Levetzau (19. juni 1888 på Aalholm – 15. december 1953), datter af hofjægermester, kammerherre, grev Frederik Raben-Levetzau og hustru Suzanne Raben-Levetzau. 2. gang ægtede han 14. september 1955 Helen Eames (født i Hamborg, død 1964), steddatter af direktør Henry L Doherty og hustru Grace f. Rarden.